# Lygosoma tanae
Lygosoma tanae är en ödleart som beskrevs av  Arthur Loveridge 1935. Lygosoma tanae ingår i släktet Lygosoma och familjen skinkar. Inga underarter finns listade i Catalogue of Life.